# Siphonochalina expansa
Siphonochalina expansa är en svampdjursart som beskrevs av Sarà 1960. Siphonochalina expansa ingår i släktet Siphonochalina och familjen Callyspongiidae. Inga underarter finns listade i Catalogue of Life.